# Jalševec Nartski
Jalševec Nartski je naselje u općini Rugvica u Zagrebačkoj županiji.

## Zemljopis
Smješteno je 19 km istočno od središta Zagreba, odnosno 7 km jugozapadno od Dugog Sela, 3 km zapadno od Rugvice, najvećim dijelom uz županijsku cestu Ivanja Reka-Rugvica-Dugo Selo, nedaleko od rijeke Save. Naselje je smješteno na 103 m/nv. Pripada Zagrebačkoj aglomeraciji, u zagrebačkoj mikroregiji Središnje Hrvatske. Sjedište je katoličke župe Uznesenja Blažene Djevice Marije - Savski Nart, dugoselskog dekanata.

## Stanovništvo
Po popisu stanovništva iz 2001. godine u naselju živi 558 stanovnika u 145 kućanstava.
Broj stanovnika:
- 1981.: 111 (34 kućanstva)
- 1991.: 226
- 2001.: 558 (145 kućanstva)

| broj stanovnika | 78    | 97    | 88    | 107   | 105   | 105   | 107   | 127   | 127   | 122   | 97    | 96    | 112   | 226   | 558   | 524   | 461   |
|                 | 1857. | 1869. | 1880. | 1890. | 1900. | 1910. | 1921. | 1931. | 1948. | 1953. | 1961. | 1971. | 1981. | 1991. | 2001. | 2011. | 2021. |

## Povijest
Obližnji Nart Savski bio je sjedište župe Uznesenja Blažene Djevice Marije do 1797. godine, odnosno on je i danas formalno središte, ali zbog čestih poplava nedaleke rijeke Save, župna crkva je te godine izgrađena u Jalševcu koje je stvarno sjedište župe. Legenda govori kako je prvotno mjesto za novu crkvu bilo određeno u nedalekoj Strugi Nartskoj, ali je preko noći slika Majke Božje čudom preletjela u Jalševec, na mjesto današnje župne crkve. Vjernici su zakljućili da je to njezina volja, pa je tako i bilo.
Od sredine 19. stoljeća Jalševec je u sastavu dugoselskog kotara, a od sredine prošlog stoljeća u općini Dugo Selo, a od 1993. u općini Rugvica. Škola u Jalševcu Nartskom započela je s radom 1853. godine, a zgrada škole izgrađena je 1882. (danas ne djeluje). Austrougarska je administracija ime sela Jalševec u Jalševec Nartski promijenila 1900. godine. Dobrovoljno vatrogasno društvo osnovano je 1929. godine, a vatrogasni dom, zvan "Vatrogasnica" izgrađen je 1934. Naselje se zbog povoljnog smještaja, odnosno blizine grada Zagreba početkom 80-ih godina 20. st. počinje intenzivno naseljavati stanovništvom iz svih krajeva Hrvatske i Bosne i Hercegovine, a poglavito tijekom Domovinskog rata.

## Gospodarstvo
Gospodarska osnova u manjoj mjeri je poljodjelstvo i građevinarstvo, prerada plastike i ugostiteljstvo (ne značajno). 

## Šport
- MNK Rugvica

## Znamenitosti
- Crkva Uznesenja BDM i župni dvor, zaštićeno kulturno dobro